# 牌坊

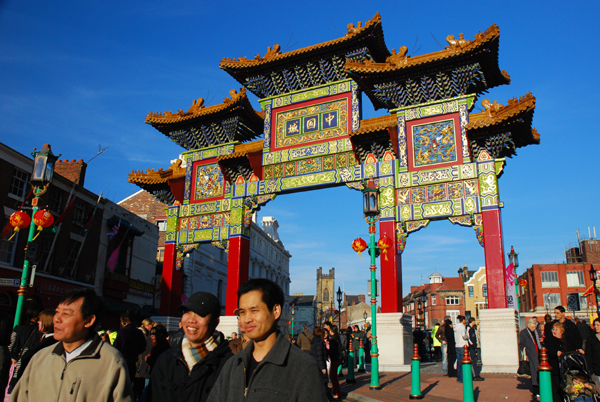
牌坊

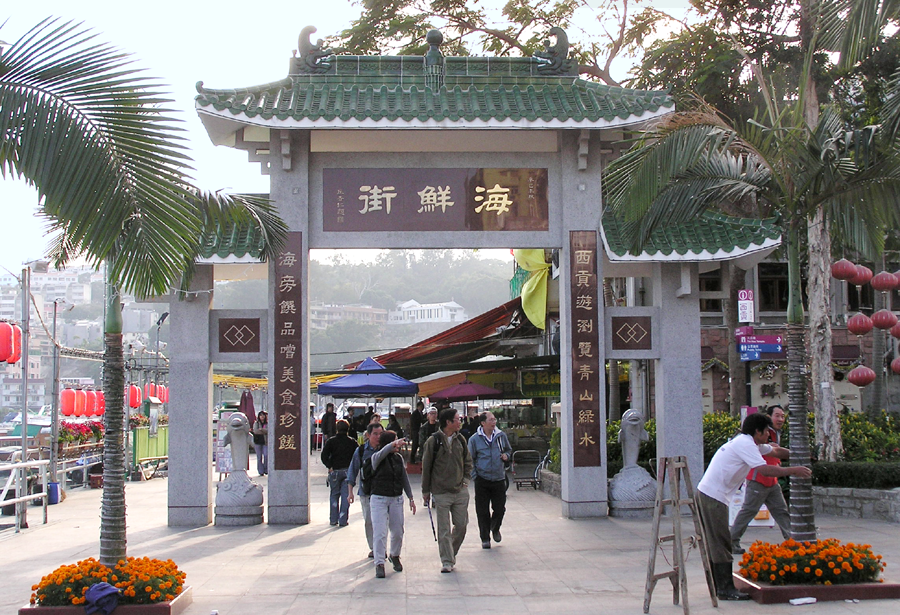
香港西貢区の「海鮮街」にある牌坊

牌坊（はいぼう、パイファン、páifāng）は、中国の伝統的建築様式の門の一つである。牌楼（はいろう、パイロウ、páilou）または略して坊（ぼう、ボウ、fāng）と呼ばれることもある。海外では中華文化のシンボルの一つとされている。世界各地の中華街には牌坊がしるべとして建てられている。
一般的に牌坊と牌楼は同じ意味で使われるが、屋根や斗拱（ときょう、斗組・軒などを支える木の組み物のこと）のないものが牌坊と呼ばれ、あるものが牌楼と呼ばれる。

## 起源と発展
牌坊の起源は石器時代の氏族の部落の出入り口にあった門の形をした建築物といわれる。最初の頃の牌坊は、2本の柱の上に1本の梁を渡したものであった。正門に用いられた。
漢代以降、中国の都市は壁と門で囲まれ、都市の中はさらにさいの目に区分された。この区分された区域を里坊という。それぞれの里坊にはさらに壁と門で囲まれた。
ある歴史書物によると里坊の中で良いことが起きると、里坊の門の上に里坊を称える言葉を記した張り紙をしたという。ここから門は新しい形を持つことになった。人々は張り紙をできるだけ永く保存しようと、より頑丈な材料を使って門を造り、里坊を称える言葉は門に彫られた。これが現在の牌坊の原型となった。
宋代になると、里坊の制度は次第になくなり、区分することがなくなっていった。里坊を取り囲んでいた壁は取り壊され、里坊の門は出入り口としての意味はなさなくなり、単に飾りとしての建築物に変わっていく。しかしこの建築物の形は次第に複雑に優美になっていき、最初は2本の柱に1本の梁だったものが、後世には6本の柱に5本の梁を持ち、屋根や斗拱を取り付けたものにまで発展し、現在の牌坊になった（例:北京の正陽門の外にある前門大街のzh:前門五牌楼）。
日本統治時代の台湾には多くの神社が建てられた。戦後、多くの神社は取り壊され、その上にzh:忠烈祠が建てられ、神社の鳥居は楼坊に建てかえられた。この例の一つに、台南市延平郡王祠（旧開山神社内）の中に白崇禧が題を立てた楼坊がある。楼坊には「忠肝義膽」（忠誠を尽くし義理を通す）の4文字が刻まれている。

## 牌坊の分類

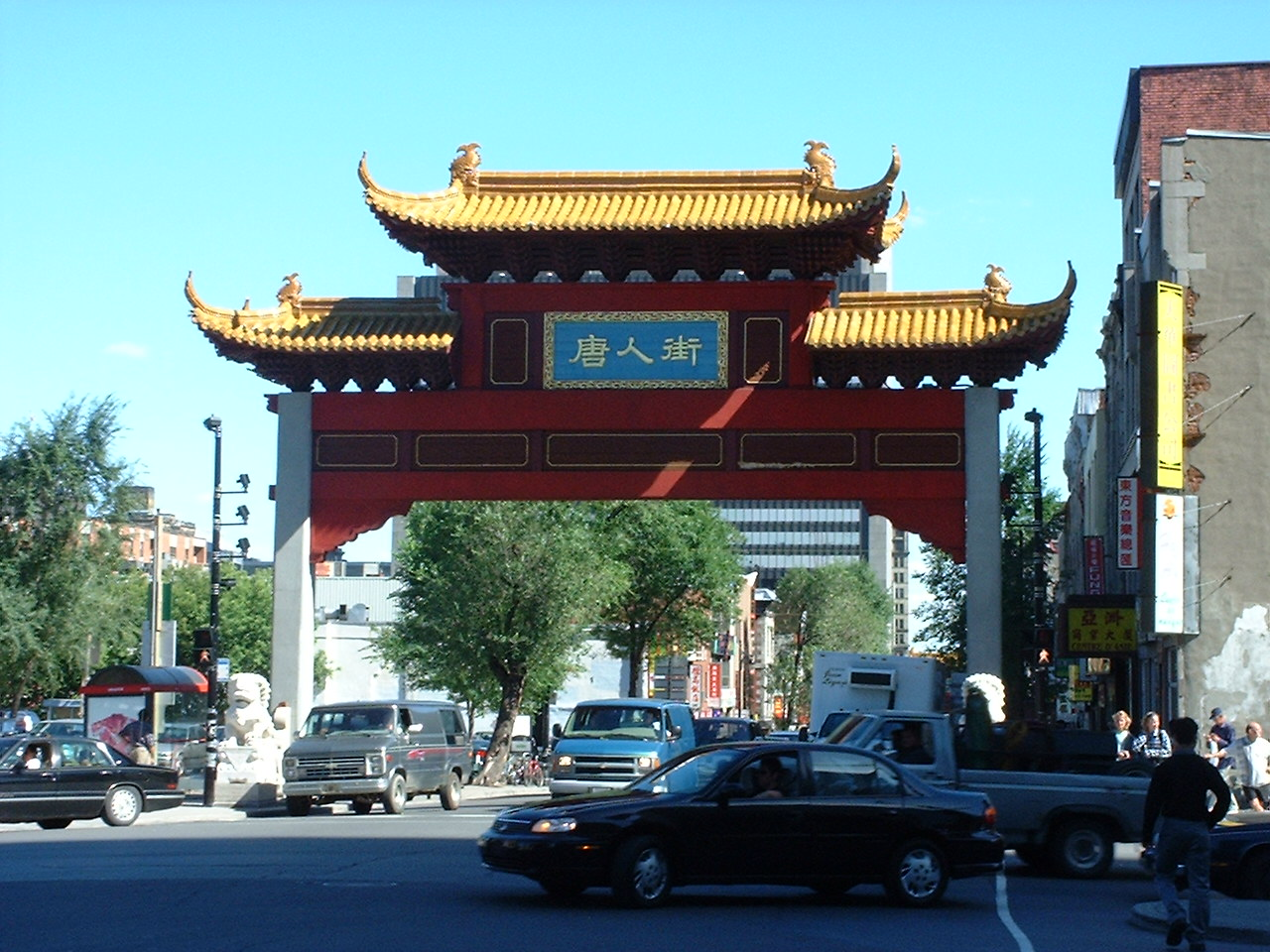
モントリオール中華街の牌坊

- 牌坊の設置

道路、寺院、陵墓、祠堂、架け橋、渡り場、園林など
- 牌坊の材料

石、木、レンガ、瑠璃など（単独で使われたり、石やレンガ、石焼など組み合わせて使われる）
- 牌坊の構造

1本の梁と2本の柱に1つの屋根、1本の梁と2本の柱に屋根と斗拱があわせて3つ、3本の梁と4本の柱に屋根と斗拱があわせて3つもしくは7つ、9つ、5本の梁と6本の柱に屋根と斗拱があわせて5つもしくは11個など。

## 牌坊の例

### 中国

#### 北京
- 保衛和平坊
- 前門五牌楼
- 西単牌楼
- 西四牌楼
- 東単牌楼
- 東四牌楼
- 棠樾牌坊群

#### 南京
- 南京朝天宮

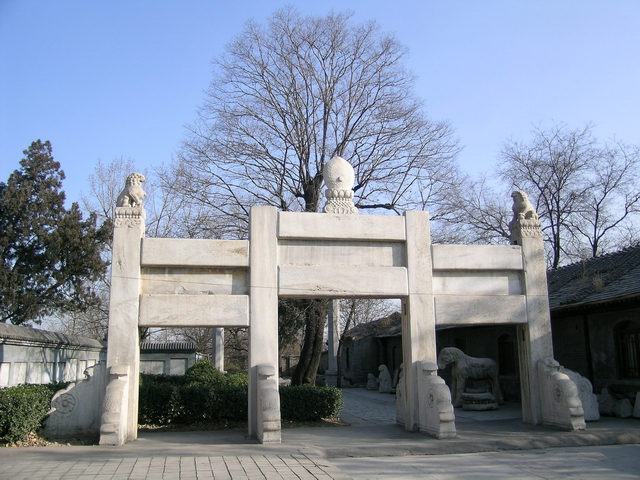
3梁4柱、屋根のない石楼坊、陵墓の墓道にある牌坊、現在田義墓に所蔵
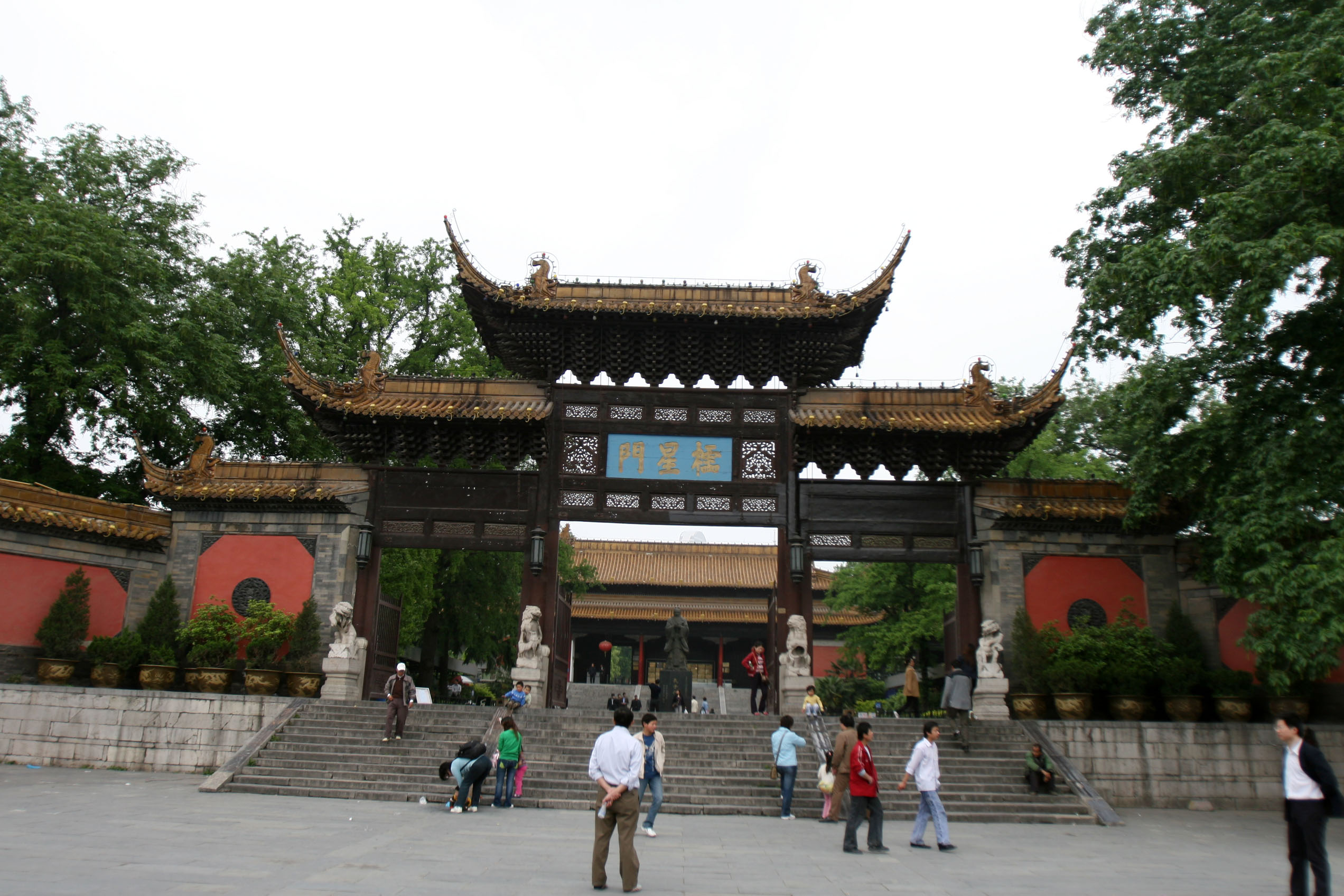
南京朝天宮檑星門
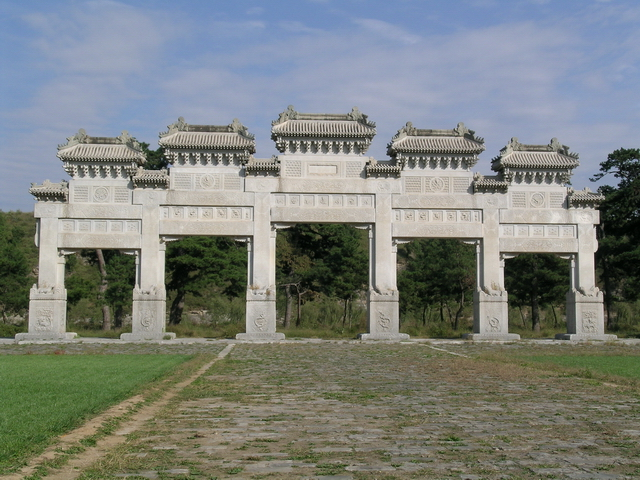
雍正帝の墓の5梁6柱の石牌坊。当時のもっとも大きい規格の牌坊

### 台湾

#### 台北
- 中正紀念堂大牌楼

#### 金門
- 太武山軍人公墓牌楼

### 日本
- 横浜中華街 - 計10基の牌楼を設置。「横浜中華街#牌楼」を参照。
- 神戸南京町 海栄門・長安門・西安門
- 長崎新地中華街 - 東西南北に計4基、隣接する湊公園に2基設置されている。

#### 沖縄
- 首里城 上の綾門（俗称：守礼門）

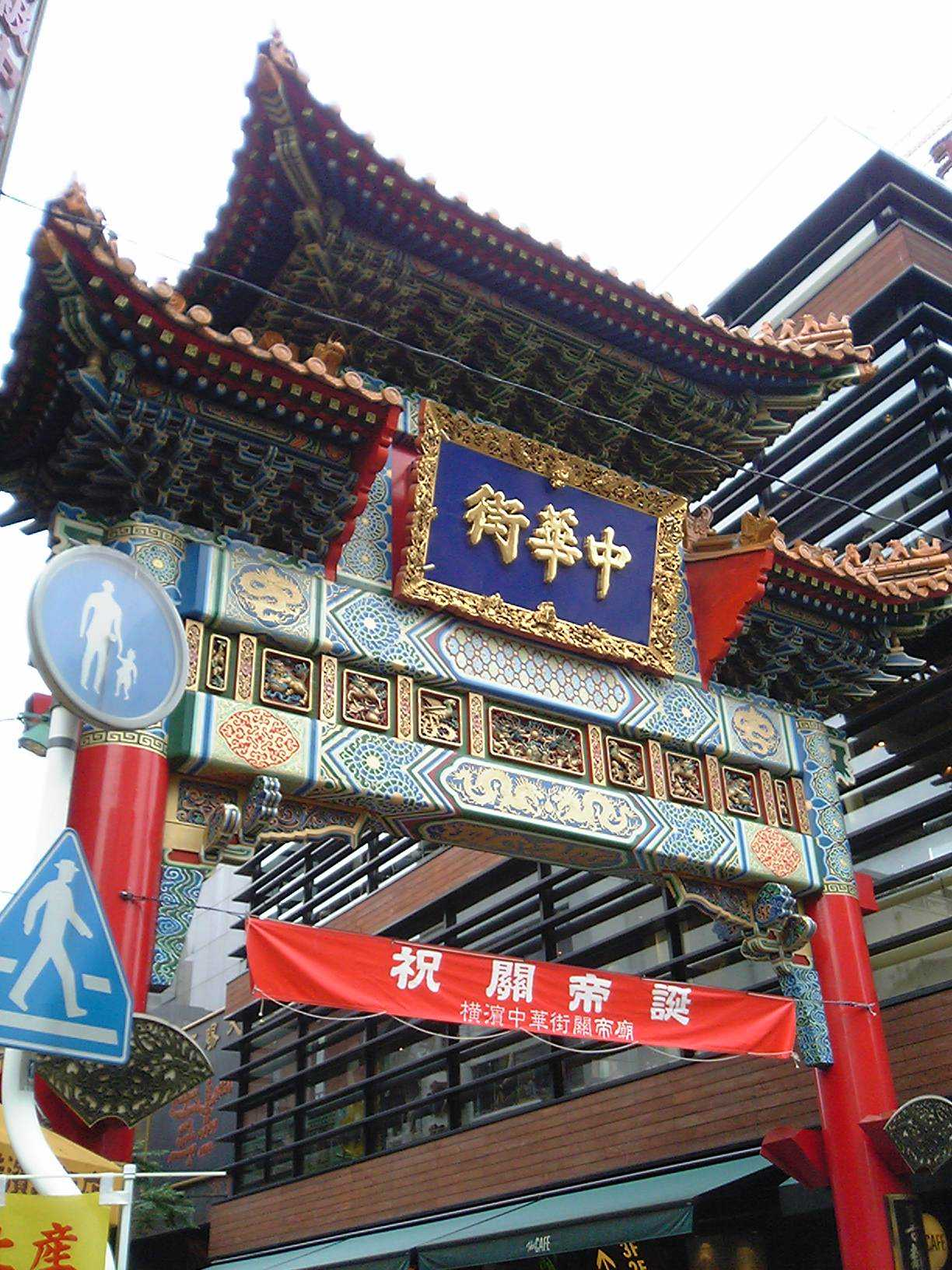
善隣門（横浜中華街）
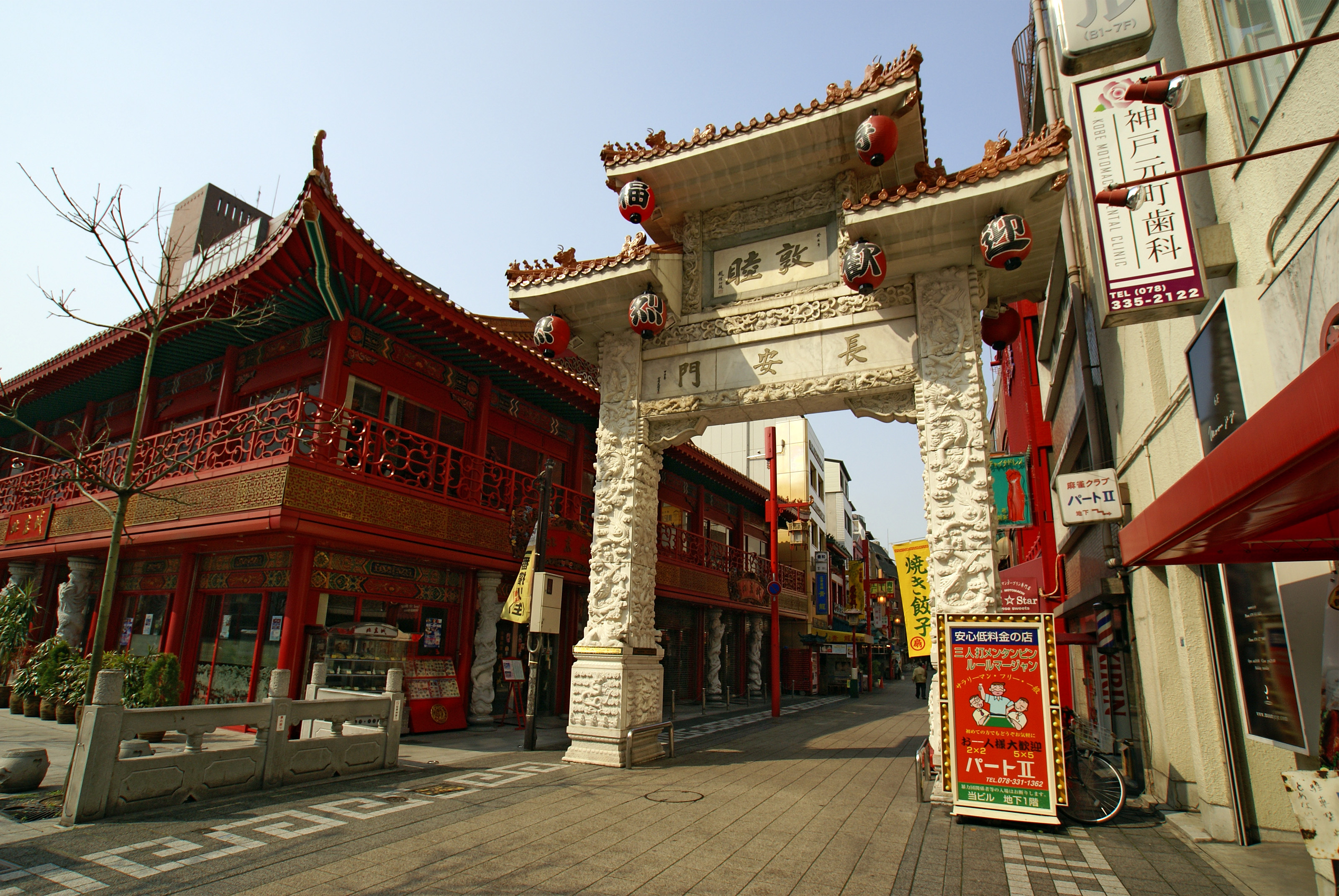
長安門（神戸南京町）
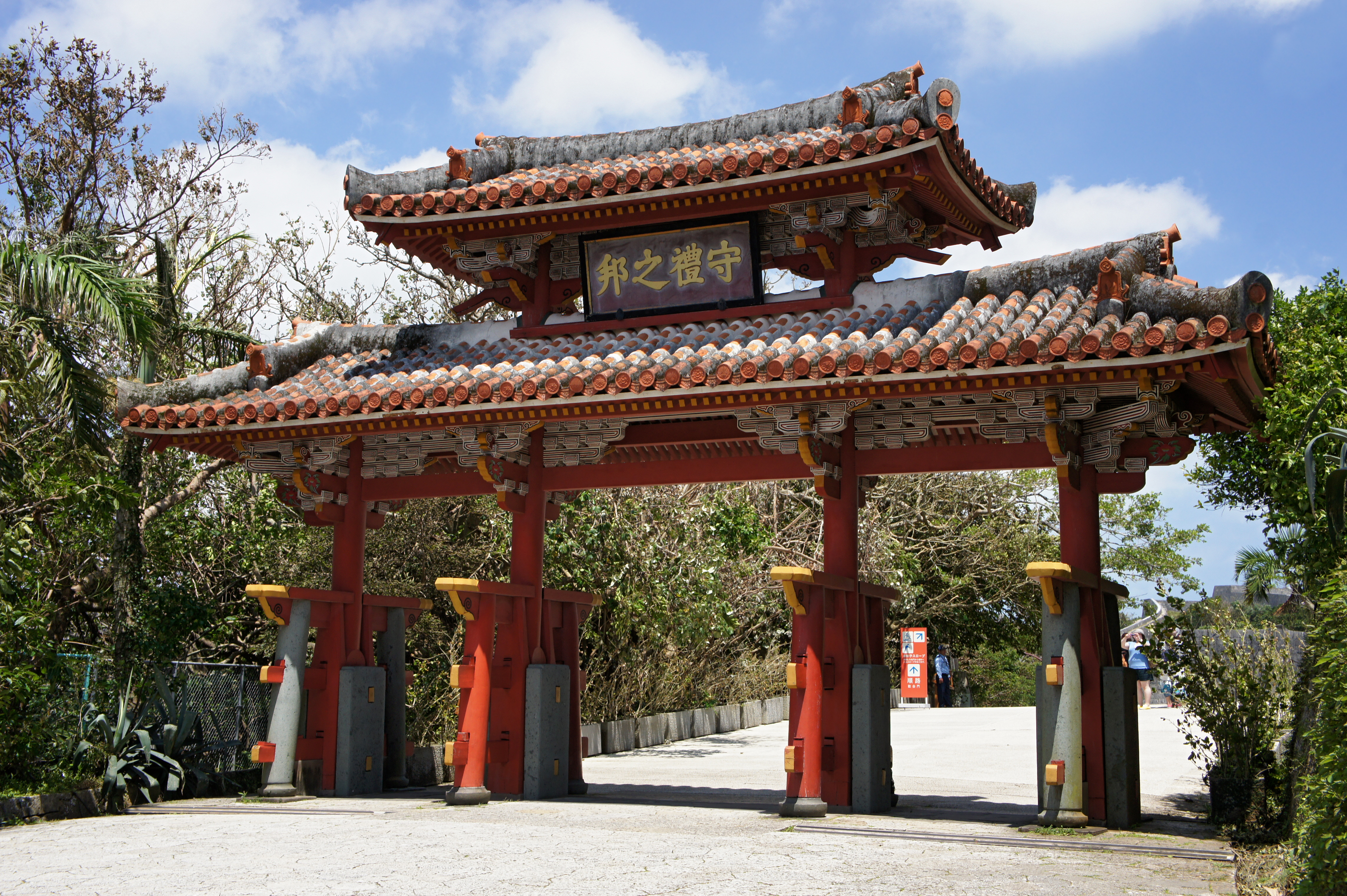
上の綾門（沖縄県那覇市）